# Chtaura
Chtaura es una ciudad del Líbano. Ubicada en el centro del valle de la Becá, a apenas 20 kilómetros de la frontera con Siria, se encuentra en la encrucijada de importantes ejes de comunicación. En su economía tiene una gran importancia su sector comercial y bancario.